# 심시티: 나만의 도시
《심시티: 나만의 도시》(SimCity Creator)은 일렉트로닉 아츠가 개발한 Wii 및 닌텐도 DS용 게임 소프트웨어이다.